# Cinara utahensis
Cinara utahensis är en insektsart som beskrevs av Frank Hall Knowlton och C.F. Smith 1938. Cinara utahensis ingår i släktet Cinara och familjen långrörsbladlöss. Inga underarter finns listade i Catalogue of Life.